# Gerlach van Nassau (aartsbisschop)
Gerlach van Nassau (1322 – Aschaffenburg, 12 februari 1371), Duits: Gerlach von Nassau, was een geestelijke uit de Walramse Linie van het Huis Nassau. Hij was vanaf 1346 aartsbisschop en keurvorst van Mainz. Hij schijnt een goede opleiding gehad te hebben, en men prees zijn vriendelijkheid en zachtaardigheid, maar er werd ook geklaagd dat zijn ziekelijkheid hem verhinderde om de rechten van de kerk te verdedigen, en dat hij zich te veel door zijn raadgevers, die niet altijd de meest bekwame geweest schijnen te zijn, heeft laten leiden.

## Biografie
Gerlach was de derde zoon van graaf Gerlach I van Nassau en Agnes van Hessen, dochter van landgraaf Hendrik “de Jongere” van Hessen en Agnes van Beieren. Al op 14-jarige leeftijd ontving hij van paus Benedictus XII een beneficie als domheer in Mainz. In 1341 studeerde hij aan de Universiteit van Bologna. Hij was domheer te Trier 1343, provoost van de Mariakerk te Erfurt 1344, en dominicaan 1345. In 1345 werd hij decaan van de Dom van Mainz.

### Strijd om het aartsbisdom Mainz

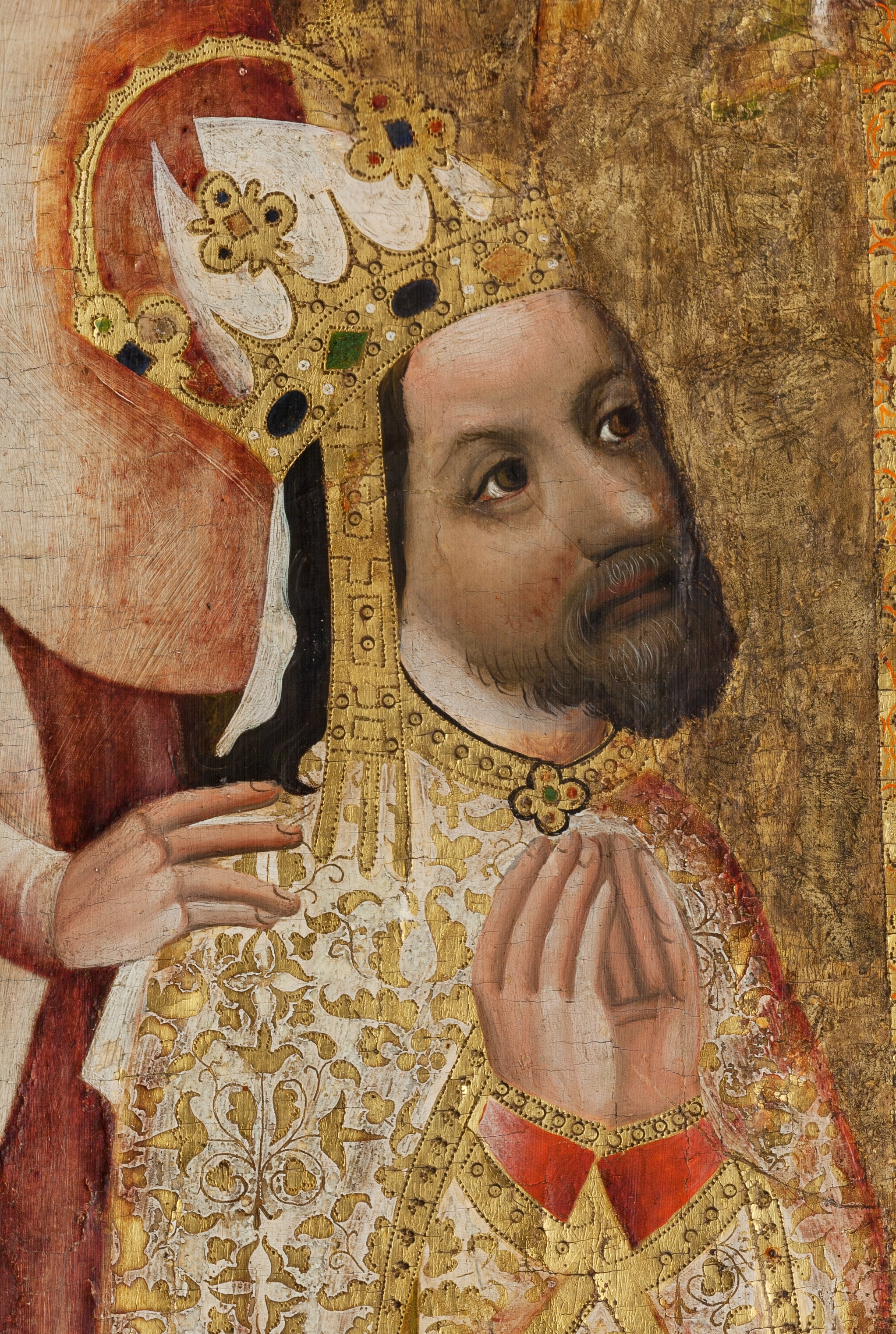
Keizer Karel IV

Paus Clemens VI zette op 7 april 1346 Hendrik III van Virneburg, de aartsbisschop van Mainz, af, in het kader van de geschillen tussen keizer Lodewijk IV ‘de Beier’ en de curie. Op dezelfde dag volgde in Avignon Gerlachs bisschopswijding en werd hij aangesteld als Hendriks opvolger. Gerlach steunde Boudewijn van Luxemburg, de aartsbisschop en keurvorst van Trier, en hielp Karel IV op 11 juli 1346 om tot tegen-koning te worden gekozen. Aangezien noch Lodewijk ‘de Beier’ van zijn koningschap noch Hendrik III van zijn aartsbisdom af wilden zien, gingen de geschillen om het aartsbisdom Mainz en de Duitse koningstroon verder. 
Gerlach assisteerde op 26 november 1346 in Bonn bij de kroning van Karel IV en ontving daar de regalia van zijn aartsbisdom. Maar in het bezit van zijn aartsbisdom komen, lukte niet zo snel. Hoewel Gerlach in het Domkapittel partijgangers had, handhaafde Hendrik III zich, omdat deze de sterke plaatsen in bezit had. De ziel van het verzet tegen Gerlach was – de later tot administrator van het aartsbisdom benoemde – Koenraad II van Falkenstein. Gerlach verbleef daarom meestal in het land van zijn vader, tot de dood van Lodewijk ‘de Beier’ in 1347 zijn vooruitzichten verhoogde. Gerlach verwierp een hem aangeboden overeenkomst, die hem het aartsbisdom verzekerde na de dood van Hendrik III, en ging naar Karel IV, die toen naar de Rijn opgetrokken was. Maar een sterke ondersteuning vond hij bij deze, die zijn krachten tegen Beieren in stand wilde houden, niet. Karel IV ging bij zijn intocht in Mainz in januari 1348 zelfs de verplichting aan Gerlach niet in de stad te brengen. Toch bleef Gerlach in het vervolg in het gezelschap van Karel IV. In 1348 verscheen hij herhaaldelijk als getuige bij belangrijke handelingen in Praag, en eveneens woonde hij de vredesonderhandelingen met Beieren in Passau bij. Het jaar daarop kwam hij met Karel IV naar de rijksdag, die tegen Günther XXI van Schwarzburg te Speyer bijeengeroepen werd, en op dat moment, in april 1349, bereikte Karel IV eindelijk dat de stad Mainz Gerlach erkende als aartsbisschop. Maar het bezit van het aartsbisdom werd nog steeds bestreden en de koning liet het na Gerlach verdere ondersteuning te verlenen. Daarom zocht Gerlach andere ondersteuning, zonder daarbij met Karel IV te breken.
Gerlach verenigde zich in februari 1351 met paltsgraaf Rudolf II tot een gemeenschappelijk optreden bij een eventuele nieuwe koningsverkiezing (tot dit verdrag trad in 1354 ook Willem van Gennep, de aartsbisschop van Keulen, toe) en verzekerde de paltsgraaf ook van zijn stem. Een reis naar Avignon in hetzelfde jaar had het doel paus Clemens VI tot een krachtigere interventie te bewegen, maar zonder succes. Dus was Gerlach weer op Karel IV aangewezen, die hij in het jaar 1353 op diens reis naar Wenen en door het rijk begeleidde.

### Aartsbisschop-keurvorst van Mainz

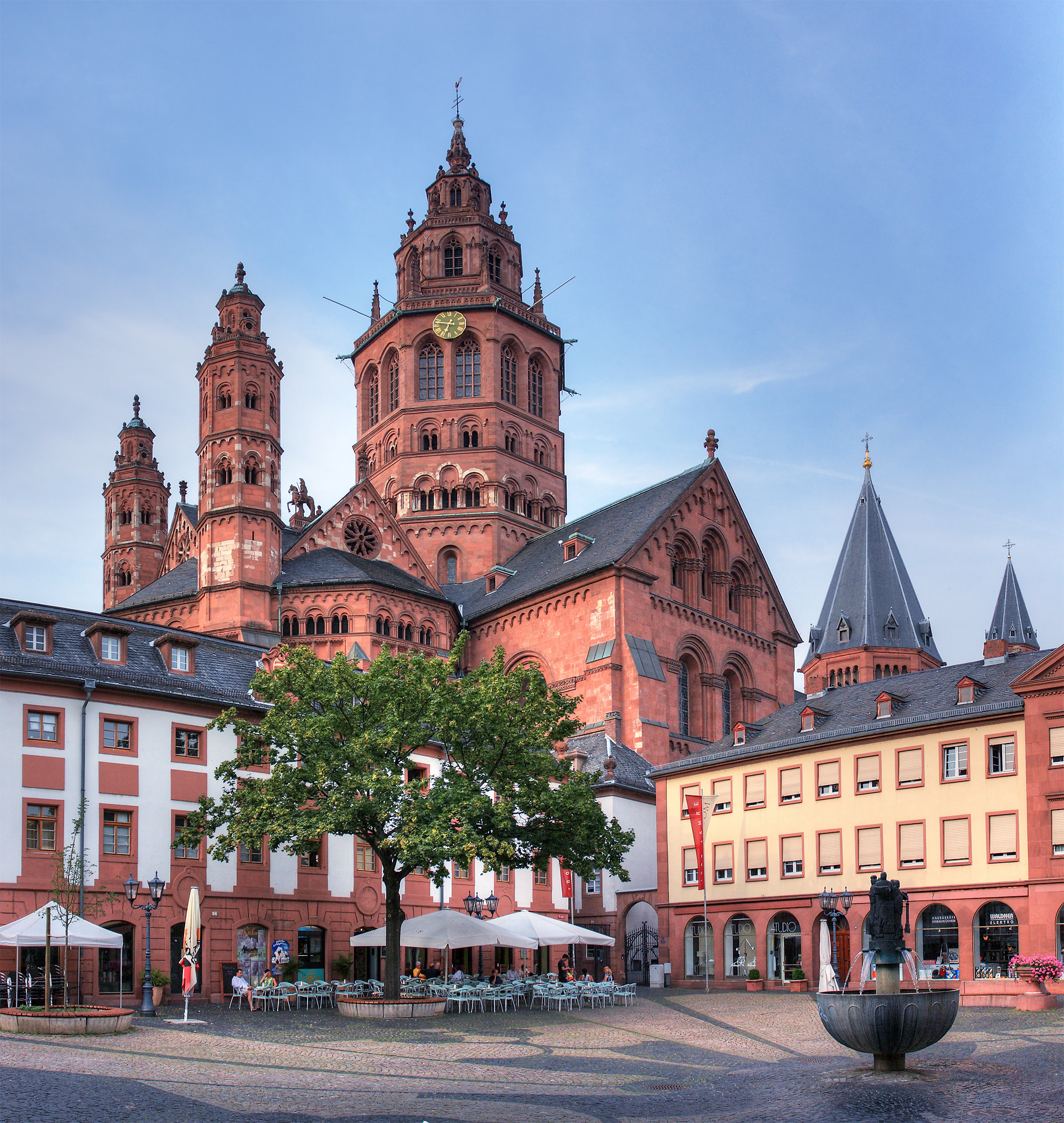
De Dom van Mainz

Hendrik III overleed in december 1353 en op 3 januari 1354 bemiddelde Karel IV in Mainz zelf de verzoening met Koenraad II van Falkenstein, die Gerlach in het onbetwiste bezit van zijn aartsbisdom stelde. Gerlach moest echter bijna alle bezittingen van Mainz in Neder- en Opper-Hessen als leen van de landgraven van Hessen nemen; alleen Fritzlar, Amöneburg en Naumburg bleven eigendom. Dit was de prijs voor de militaire bijstand die landgraaf Hendrik II hem had geleverd tegen Hendrik III, vooral met de zware nederlaag die de landgraaf in 1347 aan Gerlachs rivaal bij Fritzlar had toegebracht.
Aan de rijkszaken bleef Gerlach deelnemen; bijna elk jaar verscheen hij in de omgeving van de keizer en op diens rijksdagen, vaak optredend als arbiter voor de beslechting van geschillen tussen de rijksvorsten. In 1356 nam Gerlach deel aan de rijksdagen van Neurenberg en Metz, waarop de Gouden Bul van Karel IV werd uitgewerkt. Daarin ontving de aartsbisschop van Mainz als aartskanselier voor het Duitse deel van het Heilige Roomse Rijk het voorzitterschap van de keurvorstenbijeenkomst en de beslissende, definitieve stem bij de verkiezing van de rooms-koning.
Gerlach interesseerde zich zeer voor het bestuur van zijn aartsbisdom en heeft er veel goeds gedaan, en veel voordelen gebracht. Maar de onrustige tijd en de talrijke rechtsverhoudingen van zijn uitgestrekte gebied lieten het hem niet toe om tot rust te komen en belemmerde een aanhoudende voorspoed van zijn land. Talrijke onenigheden en vetes moest hij uitvechten, met oorlogszuchtige kleine heren uit de omgeving, met zijn eigen stad Mainz, die de tijd van de geschillen over het aartsbisdom in hun voordeel gebruikt had, met hertog Albert van Brunswijk-Grubenhagen, met de landgraven van Hessen, vooral met Herman II ‘de Geleerde’, enz., maar deze vetes waren niet van groot belang.
Om de economische en politieke belangen aan de Midden-Rijn te versterken, sloot Gerlach in 1358 een tolunie met de keurvorsten van de Palts en van Trier. Al eerder probeerde hij de machtspositie van het keurvorstendom Mainz uit te breiden met stadsrechten voor verschillende plaatsen, waaronder Höchst am Main als voorpost tegen de concurrentie van de vrije rijksstad Frankfurt, en Algensheim als voorpost naar het dal van de Midden-Rijn.

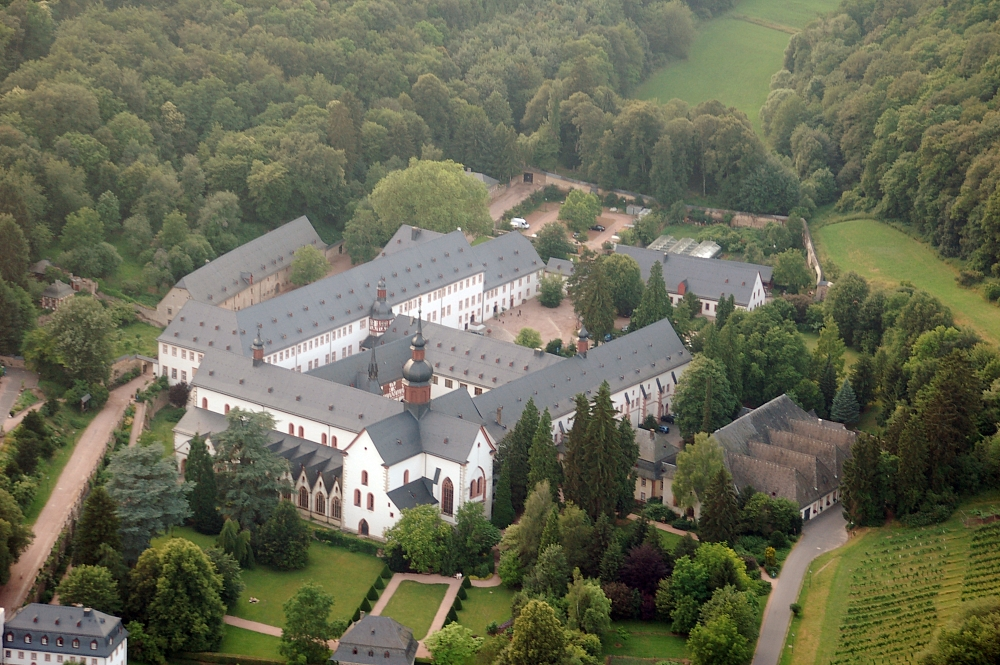
Klooster Eberbach

Gerlach was in 1361 aanwezig bij de doop van Wenceslaus, de zoon van Karel IV. Karel lijkt Gerlach zeer goed gezind te zijn geweest en heeft hem en zijn familie veel tekenen van zijn gunst gegeven. In februari 1366 werd een eeuwige verbond tussen Mainz en Bohemen gesloten.
Gerlach besloot op 27 januari 1371 zijn neef Adolf tot coadjutor aan te stellen. Met die benoeming zou Adolf de beoogde opvolger van Gerlach op de bisschopszetel en keurvorstentroon van Mainz geworden zijn. Gerlachs vroegtijdige dood op 12 februari 1371 – als gevolg van een onbekwaam uitgevoerde behandeling van steenpuisten – heeft deze plannen echter verijdeld. Adolf werd pas later aartsbisschop van Mainz.

Reeds twee dagen na zijn overlijden werd Gerlach begraven in de basiliek van Klooster Eberbach in de Rheingau, waarmee men wellicht voldeed aan de wensen van de aartsbisschop. Het klooster beloofde het anniversarium voor de fautor et promotor fidelissimus steeds te celebreren op de begrafenisdag iuxta sepulturam, zoals het gebruikelijk was. Het anniversarium werd ook gecelebreerd in Klooster Klarenthal bij Wiesbaden, Klooster Klarenfeld bij Diez en het Klooster van St. Peter en Alexander in Aschaffenburg.

## Grafmonument

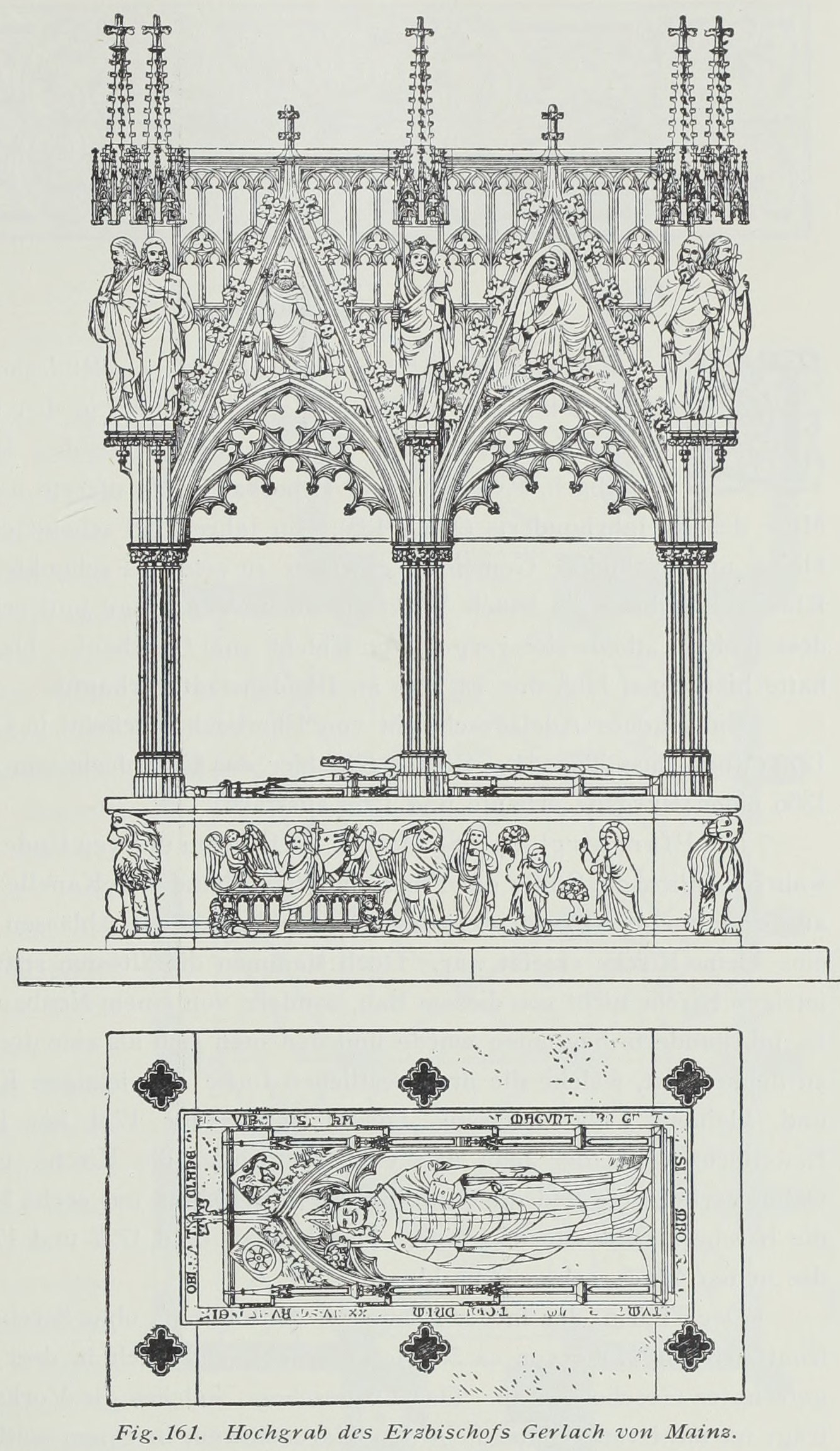
De oorspronkelijke staat van het grafmonument voor Gerlach van Nassau

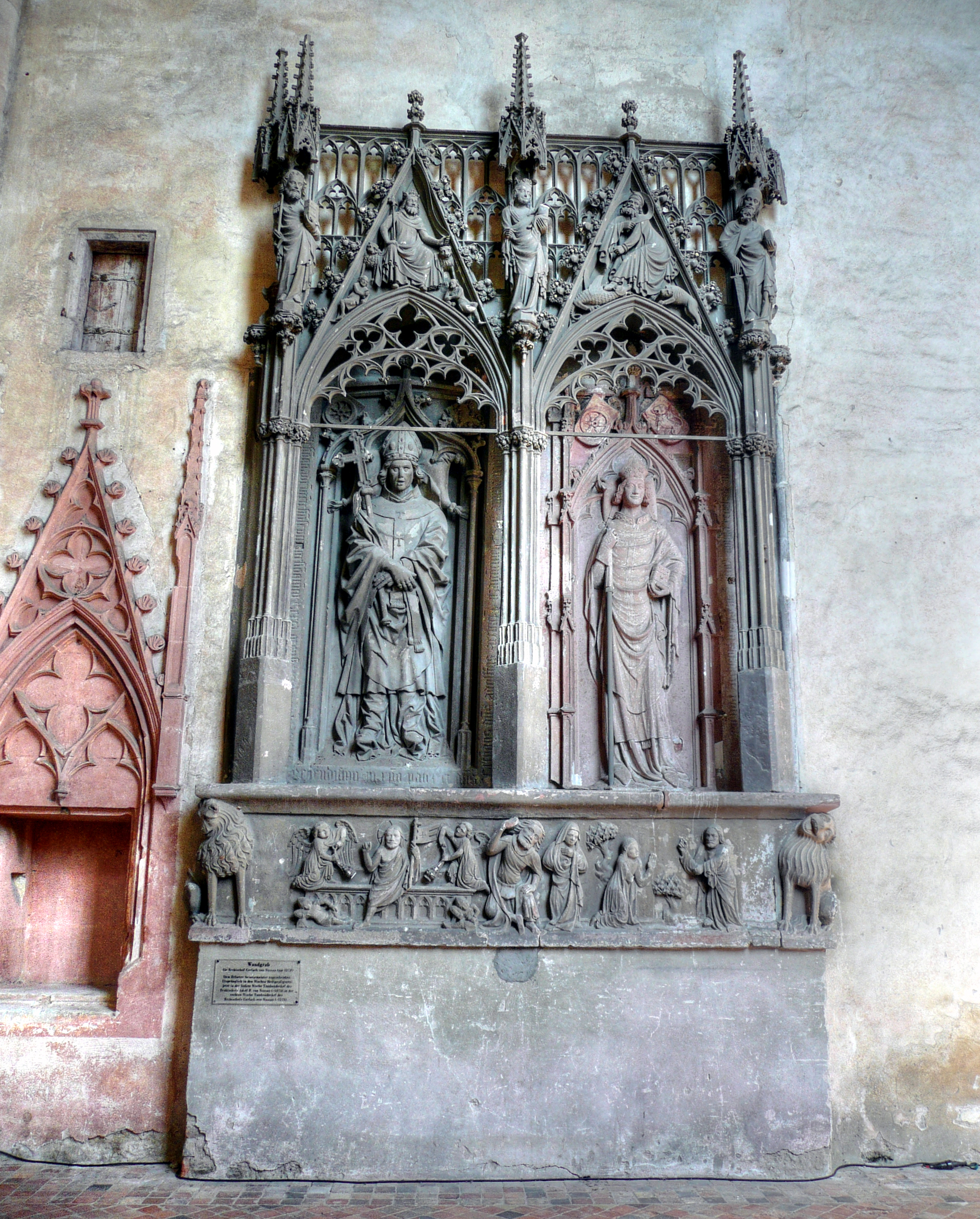
Het grafmonument voor Gerlach van Nassau (rechts) en Adolf II van Nassau (links)

Het grafmonument van Gerlach bevindt zich in de noordelijke muur van het koor in de basiliek van het klooster. Oorspronkelijk lag de grafplaat horizontaal op de voor de wand liggende grafkamer, waarboven zich een luxueus baldakijn verhief. Het thans tegen de wand geplaatste, rijk gestructureerde, tweepoortige baldakijn stond vroeger voor de muur in de breedte van de grafsteen. Drie zuilen ondersteunden de zich daarover verheven naast elkaar staande, rijk versierde muljoenen. In de bogen zijn links de tronende David met een leeuw en rechts de over een gevleugelde draak en een hond (?) schrijdende Jesaja afgebeeld. Tussen hun beide staat onder een baldakijn de volledige figuur van de gekroonde Moeder Gods. De twee buitenzijden van het monument tonen rechts de volledige figuur van de apostel Petrus met sleutel en boek en als pendant links de heilige Paulus met zwaard en boek. Oorspronkelijk stonden op de achterwand twee vrouwelijke heiligen elk op consoles. De grafsteen van helderrode zandsteen toont Gerlach in halfreliëf in regalia met mijter, bisschopsstaf en bijbel. Het hoofd rust op een kussen met kwasten. De figuur is geplaatst onder een kielboog met bloemen. Bij het hoofd van de figuur zijn twee niet-originele wapenschilden te zien; de vleugels van de engelen die ooit op deze plek aanwezig waren, zijn nog steeds zichtbaar. De inscriptie was op de rand van de waarnemer toegekeerde lange zijde van de grafsteen uitgehouwen en met goudverf (?) beschilderd. Ze is bewaard gebleven, maar door de invoeging van de grafsteen in de wand niet meer zichtbaar. Het grafmonument wordt toegeschreven aan de zogenaamde ‘Meester van de Severi-sarcofaag’.
In het voorjaar van 1707 werd onder abt Michael Schnock begonnen met de renovatie van de kloosterkerk, waarbij het direct onder het koor liggende altaar werd verplaatst. Op 26 september werd het graf van Gerlach geopend, wiens “noch gantz ordentlich mit kreuzweiß übereinandergeschlagenen händen” in goede staat zijnde skelet in “einem von quatersteinen auffgemauertem sarck” lag. De botten werden bijgezet in een eikenhouten kist, die weer ingemetseld werd. Op dezelfde wijze gingen de monniken te werk met het skelet van aartsbisschop Adolf II van Nassau. De grafsteen van Gerlach metselde men samen met de tot dan toe voor het hoogaltaar in de grond verzonken grafsteen van Adolf II later rechtop in de afgeplatte nis in de noordmuur in, en plaatste een deel van het baldakijn ervoor, die door een sokkel verhoogd werden. Na de verbouwing in 1707 werden de wapenschilden toegevoegd en werd de inscriptietekst op de brede, zichtbare rand in gouden letters geschilderd; daarvan zijn alleen nog maar moeilijk te ontcijferen letterresten bewaard. Foto's van de restauratie in 1937 tonen de grafsteen met een alles bedekkende verflaag waarvan ook deze letters het slachtoffer waren geworden. De inscriptie luidde: “Anno domini m · ccc / Ixxi · pridie · ydus · febr(uarii) · o(biit) · reuerendus · in · Chr(ist)o · p(ate)r · dominus · Gerlac(us) de · nass(aw) · quondam · archiep(iscop)us · Mogu(n)tin(us) · cuius / · anima requiescat in pace. […] archiep(iscop)us Magun[tinensis] cui(us) anima req(ui)escat in pa[ce]”.

Vlak bij het grote grafmonument bevond zich een niet nader beschreven, al in de 18e eeuw verloren gegaan grafbord met een lang grafgedicht. Een ander verloren gegaan bord bevatte de doodsoorzaak van de aartsbisschop.

## Voorouders
| Voorouders van Gerlach van Nassau | Voorouders van Gerlach van Nassau                                                              | Voorouders van Gerlach van Nassau                                                     | Voorouders van Gerlach van Nassau                                                    | Voorouders van Gerlach van Nassau                                                    | Voorouders van Gerlach van Nassau                                                | Voorouders van Gerlach van Nassau                                                        | Voorouders van Gerlach van Nassau                                                | Voorouders van Gerlach van Nassau                                                 |
| --------------------------------- | ---------------------------------------------------------------------------------------------- | ------------------------------------------------------------------------------------- | ------------------------------------------------------------------------------------ | ------------------------------------------------------------------------------------ | -------------------------------------------------------------------------------- | ---------------------------------------------------------------------------------------- | -------------------------------------------------------------------------------- | --------------------------------------------------------------------------------- |
| Betovergrootouders                | Hendrik II van Nassau (ca. 1180–1247/50) ⚭ vóór 1215 Machteld van Gelre en Zutphen (?–na 1247) | Diederik II van Katzenelnbogen (?–1245) ⚭ vóór 1219 Hildegunde (?–?)                  | Hendrik I van Isenburg-Cleeberg (?–vóór 1227) ⚭ Irmingard (?–1213/18)                | Hendrik van Blieskastel (?–1237) ⚭ vóór 1225 Agnes van Sayn (?–1259)                 | Hendrik II van Brabant (ca. 1207–1248) ⚭ 1241 Sophia van Thüringen (1224–1275)   | Otto I van Brunswijk-Lüneburg (1204–1252) ⚭ 1228 Mathilde van Brandenburg (1206/15–1261) | Otto II van Beieren (1206–1253) ⚭ 1222 Agnes van Brunswijk (ca. 1201–1267)       | Rudolf I van Habsburg (1216–1291) ⚭ 1243/45 Gertrude van Hohenberg (1230/35–1281) |
| Overgrootouders                   | Walram II van Nassau (ca. 1220–1276) ⚭ vóór 1250 Adelheid van Katzenelnbogen (?–1288)          | Walram II van Nassau (ca. 1220–1276) ⚭ vóór 1250 Adelheid van Katzenelnbogen (?–1288) | Gerlach I van Isenburg-Limburg (?–1289) ⚭ Imagina van Blieskastel (?–vóór 1298)      | Gerlach I van Isenburg-Limburg (?–1289) ⚭ Imagina van Blieskastel (?–vóór 1298)      | Hendrik I van Hessen (1244–1308) ⚭ 1263 Adelheid van Brunswijk-Lüneburg (?–1274) | Hendrik I van Hessen (1244–1308) ⚭ 1263 Adelheid van Brunswijk-Lüneburg (?–1274)         | Lodewijk II van Beieren (1229–1294) ⚭ 1273 Mechtild van Habsburg (ca. 1253–1304) | Lodewijk II van Beieren (1229–1294) ⚭ 1273 Mechtild van Habsburg (ca. 1253–1304)  |
| Grootouders                       | Adolf van Nassau (ca. 1255–1298) ⚭ ca. 1271 Imagina van Isenburg-Limburg (?–na 1317)           | Adolf van Nassau (ca. 1255–1298) ⚭ ca. 1271 Imagina van Isenburg-Limburg (?–na 1317)  | Adolf van Nassau (ca. 1255–1298) ⚭ ca. 1271 Imagina van Isenburg-Limburg (?–na 1317) | Adolf van Nassau (ca. 1255–1298) ⚭ ca. 1271 Imagina van Isenburg-Limburg (?–na 1317) | Hendrik ‘de Jongere’ van Hessen (?–1298) ⚭ 1290 Agnes van Beieren (?–1345)       | Hendrik ‘de Jongere’ van Hessen (?–1298) ⚭ 1290 Agnes van Beieren (?–1345)               | Hendrik ‘de Jongere’ van Hessen (?–1298) ⚭ 1290 Agnes van Beieren (?–1345)       | Hendrik ‘de Jongere’ van Hessen (?–1298) ⚭ 1290 Agnes van Beieren (?–1345)        |
| Ouders                            | Gerlach I van Nassau (vóór 1288–1361) ⚭ 1307 Agnes van Hessen (?–1332)                         | Gerlach I van Nassau (vóór 1288–1361) ⚭ 1307 Agnes van Hessen (?–1332)                | Gerlach I van Nassau (vóór 1288–1361) ⚭ 1307 Agnes van Hessen (?–1332)               | Gerlach I van Nassau (vóór 1288–1361) ⚭ 1307 Agnes van Hessen (?–1332)               | Gerlach I van Nassau (vóór 1288–1361) ⚭ 1307 Agnes van Hessen (?–1332)           | Gerlach I van Nassau (vóór 1288–1361) ⚭ 1307 Agnes van Hessen (?–1332)                   | Gerlach I van Nassau (vóór 1288–1361) ⚭ 1307 Agnes van Hessen (?–1332)           | Gerlach I van Nassau (vóór 1288–1361) ⚭ 1307 Agnes van Hessen (?–1332)            |